# Rica Reinisch
Rica Reinisch (Seifhennersdorf, 6 aprile 1965) è un'ex nuotatrice tedesca.
Specializzata nel dorso, ha vinto tre medaglie d'oro alle olimpiadi di Mosca 1980: nei 100 m e 200 m dorso e nella staffetta 4x100 m misti.

È stata primatista mondiale sulle distanze dei 100 m e 200 m dorso e della staffetta 4x100 m misti.
Nel 1989 è diventata una dei Membri dell'International Swimming Hall of Fame. Nel 2006 ha fatto causa, insieme ad altri 1900 atleti, all'azienda Jenapharm che produceva l'Oral-Turinabol, uno steroide anabolizzante che gli allenatori davano a loro insaputa agli atleti dell'allora DDR.

## Palmarès
- Olimpiadi
  - Mosca 1980: oro nei 100 m e 200 m dorso e nella staffetta 4x100 m misti.